# Eric Van Lancker

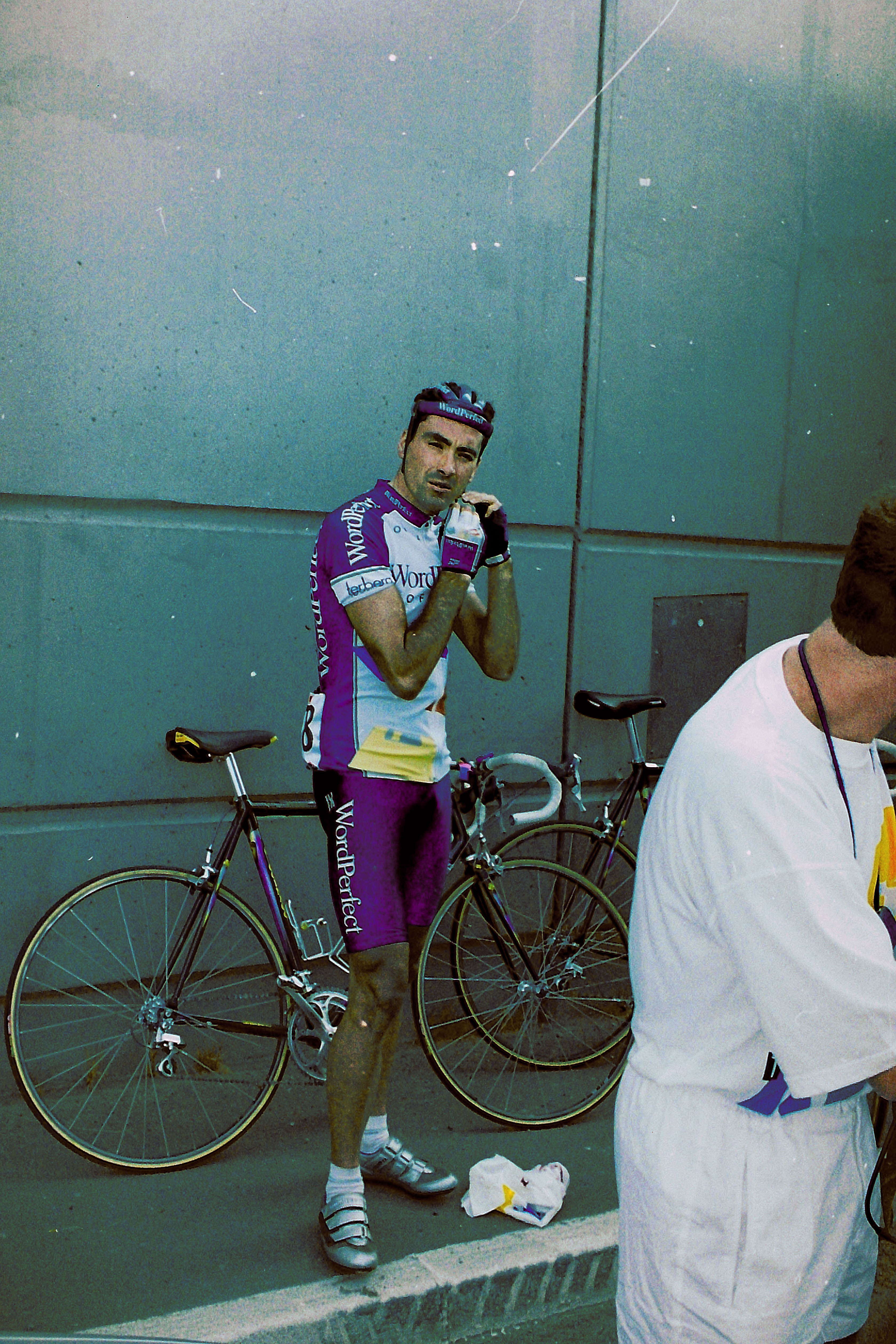
Eric Van Lancker bei der Tour de France 1994

Eric Van Lancker (* 30. April 1961 in Oudenaarde) ist ein ehemaliger belgischer Radrennfahrer und heutiger Sportlicher Leiter.
Bevor er Berufsfahrer wurde, war er 1983 erstmals bei den UCI-Straßen-Weltmeisterschaften am Start und wurde als 40. im Straßenrennen der Amateure klassiert. Eric Van Lancker war Profi von 1984 bis 1996. 1984 wurde er Dritter von Paris-Brüssel, 1985 gewann er das britische Milk Race mit zwei Etappensiegen. 1988 wurde er jeweils Zweiter der Belgien-Rundfahrt, bei der er auch eine Etappe und die Punktewertung gewann, sowie der Lombardei-Rundfahrt. 1989 gewann er das Amstel Gold Race, 1990 Lüttich–Bastogne–Lüttich, 1991 das Wincanton Classic und 1994 Halle–Ingooigem.
Van Lancker konnte zudem mehrere Etappensiege bei Klassikern und Rundfahrten für sich verbuchen. 1985 gewann er eine Etappe der Dänemark-Rundfahrt, 1986 jeweils eine von Paris–Nizza (auf dem Mont Ventoux), des Giro d’Italia sowie der Tour de Suisse. 1988 entschied er eine Etappe der Kantabrien-Rundfahrt für sich und 1989 eine der Baskenland-Rundfahrt. Siebenmal startete er bei der Tour de France, jedoch ohne nennenswerten Erfolg.
Nach Beendigung seiner Laufbahn als Rennfahrer wurde Van Lancker Sportlicher Leiter verschiedener Teams, seit 2011 Garmin.